# Велика Мартинівка
Вели́ка Марти́нівка — село в Україні, у Лутугинській міській громаді Луганського району Луганської області. Населення становить 142 осіб. 

## Історія
12 червня 2020 року, відповідно до Розпорядження Кабінету Міністрів України № 717-р «Про визначення адміністративних центрів та затвердження територій територіальних громад Луганської області», увійшло до складу Лутугинської міської громади.
19 липня 2020 року, в результаті адміністративно-територіальної реформи та ліквідації  Лутугинського району, увійшло до складу новоутвореного Луганського району.
З 2014 року є окупованим.